# Jeremiah Azu
Jeremiah Azu (Rumney, 15 maggio 2001) è un velocista britannico.

## Biografia
Nel 2021 ha vinto la medaglia d'oro agli Europei under 23 di Tallinn nei 100 metri piani, con il tempo di 10"25.
Nel 2022 ha conquistato la medaglia di bronzo nei 100 metri piani agli Europei di Monaco di Baviera, terminando la prova dietro all'italiano Marcell Jacobs e al connazionale Zharnel Hughes, e facendo segnare il nuovo primato personale in 10"13. Nel 2025 conquista la medaglia d'oro nei 60 metri piani sia agli europei indoor di Apeldoorn sia ai mondiali indoor di Nanchino

## Palmarès
| Anno                                  | Manifestazione          | Sede       | Evento      | Risultato | Prestazione | Note                          |
| ------------------------------------- | ----------------------- | ---------- | ----------- | --------- | ----------- | ----------------------------- |
| In rappresentanza della Gran Bretagna |                         |            |             |           |             |                               |
| 2019                                  | Europei U20             | Borås      | 100 m piani | 7º        | 13"45       |                               |
| 2021                                  | Europei U23             | Tallinn    | 100 m piani | Oro       | 10"25       |                               |
| 2021                                  | Europei U23             | Tallinn    | 4×100 m     | Finale    | dnf         |                               |
| 2022                                  | Europei                 | Monaco     | 100 m piani | Bronzo    | 10"13       | Miglior prestazione personale |
| 2022                                  | Europei                 | Monaco     | 4×100 m     | Oro       | 37"67       | Record dei campionati         |
| 2023                                  | Europei indoor          | Istanbul   | 60 m piani  | 6º        | 6"58        |                               |
| 2023                                  | Giochi europei          | Chorzów    | 100 m piani | Bronzo    | 10"16       | [ 4 ]                         |
| 2023                                  | Europei U23             | Espoo      | 100 m piani | Oro       | 10"05       | w                             |
| 2023                                  | Mondiali                | Budapest   | 4x100 m     | 4º        | 37"80       |                               |
| 2024                                  | Giochi olimpici         | Parigi     | 100 m piani | Batteria  | dq          |                               |
| 2024                                  | Giochi olimpici         | Parigi     | 4×100 m     | Bronzo    | 37"61       |                               |
| 2025                                  | Europei indoor          | Apeldoorn  | 60 m piani  | Oro       | 6"49        | Miglior prestazione personale |
| 2025                                  | Mondiali indoor         | Nanchino   | 60 m piani  | Oro       | 6"49        | =                             |
| In rappresentanza del Galles          |                         |            |             |           |             |                               |
| 2022                                  | Giochi del Commonwealth | Birmingham | 100 m piani | 5º        | 10"19       |                               |

## Campionati nazionali
2021
- 7º ai campionati britannici, 100 m piani - 10"46

2022
- Oro ai campionati britannici, 100 m piani - 9"90
- Bronzo ai campionati britannici, 60 m piani - 6"61

2023
- 4º ai campionati britannici, 100 m piani - 10"28
- Argento ai campionati britannici indoor, 60 m piani - 6"57

2025
- Argento ai campionati britannici, 100 m piani =

## Altre competizioni internazionali
2022
- Argento al British Grand Prix ( Birmingham), staffetta 4x100 - 38"66

2023
- Bronzo ai Campionati europei a squadre di atletica leggera ( Chorzów), 100 m piani - 10"16

2024
- Bronzo al Meeting international Mohammed VI d'athlétisme de Rabat ( Marrakech), 100 m piani - 10"25

2025
- Bronzo alla Xiamen Diamond League ( Xiamen), 100 m piani - 10"17